# El Maestro

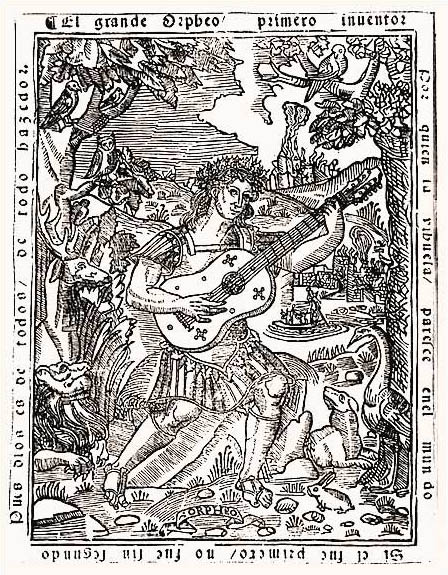
Orfeo tocando una vihuela. Imagen de El Maestro.

Libro de música de vihuela de mano intitulado El Maestro, también conocido simplemente como El Maestro, es un libro de piezas para vihuela sola y vihuela y canto, publicado en 1536, en Valencia, por el compositor y vihuelista español Luis de Milán.

## El libro
Según figura en la portada, el libro fue publicado en 1535; sin embargo, en el colofón, se afirma que la impresión fue terminada en diciembre de 1536.
Al comienzo del libro y antes de la música, encontramos los siguientes elementos:
- El Prólogo, con una dedicatoria al rey Juan III de Portugal.
- La Declaración del libro, donde Milán recuerda los requisitos que debe reunir el aspirante a tañedor de vihuela: conocimiento del canto de órgano, la afinación de la vihuela, el grosor de las cuerdas, etc.
- La Declaración particular, que explica la notación musical empleada en la vihuela, es decir la cifra.

Después de la música, encontramos un epígrafe titulado: Inteligencia y declaración de los tonos que en la música de canto figurado se usan, donde se explica de forma muy clara, la teoría modal.

## Las obras
A diferencia de otros libros para vihuela publicados en la misma época, El Maestro no contiene adaptaciones de obras vocales polifónicas. Todas las piezas son, por tanto, originales de Milán. Es una obra de carácter didáctico, como puede deducirse de su título, en la que la dificultad de las piezas va aumentando conforme avanzamos en el libro.
El maestro constituye la colección española más antigua de música instrumental y acompañada de canto que ha sobrevivido y es la primera obra impresa en España donde la música aparece en tablatura. La notación en tablatura empleada es diferente a la que después usarían el resto de los vihuelistas españoles ya que sigue el modelo de las tablaturas napolitanas, con la cuerda más aguda en la posición más alta. En las obras que incluyen canto, éste aparece anotado en la tablatura en color rojo.
El maestro fue también la primera obra que proporcionó indicaciones para indicar el tempo en la música. Generalmente, se indica un solo tempo a través de toda la pieza, con indicaciones tales como "con el compás batido", "algo apriessa" o "compás a espacio".
Diez de los doce villancicos aparecen en dos versiones, una donde la parte vocal es cantada con adornos como "quiebros" y "glosas", y otra donde no aparecen tales adornos pero a la parte de la vihuela se le han añadido rápidas disminuciones.
La obra está dividida en dos libros y contiene:
- Obras para vihuela sola:
  - 40 fantasías
  - 6 pavanas
  - 4 tientos
- Obras para canto y vihuela:
  - 12 villancicos, 6 en castellano y 6 en portugués
  - 4 romances, en castellano
  - 6 sonetos, en italiano

Cada una de las piezas está precedida por una breve "declaración o regla" con diversas explicaciones sobre el aire, el tono, o si es una composición vocal, sobre la ornamentación de la melodía.
A continuación se incluye la lista de las obras. Los códigos en la columna de "Grabaciones" se especifican más abajo, en la sección de "Discografía".
| N.º      | Obra                                                   | Género musical          | Grabaciones |
| Libro I  |                                                        |                         | |
| -------- | ------------------------------------------------------ | ----------------------- | --- |
| 1        | Fantasia I                                             | fantasía                | JMM, LON, SAV, FRE, CAV, RUM, MAR, LAU, BUN, MTO                                                                 |
| 2        | Fantasia II                                            | fantasía                | LON, FRE, RUM, MAR                                                                                               |
| 3        | Fantasia III                                           | fantasía                | JMM, LON, FRE, WIL, ABT, MAR, MTO                                                                                |
| 4        | Fantasia IV                                            | fantasía                | JMM, FRE, RIV, ABT, MAR                                                                                          |
| 5        | Fantasia V                                             | fantasía                | LON, SAV, FRE, WIL, ABT, MAR                                                                                     |
| 6        | Fantasia VI                                            | fantasía                | KHE, LON, FRE, RIV, ABT, MAR                                                                                     |
| 7        | Fantasia VII                                           | fantasía                | FRE, WIL, MAR |
| 8        | Fantasia VIII                                          | fantasía                | SMI, JMM, LON, SAV, FRE, CRC, CAV, OLA, RUM, ABT, JOR, MAR, BRE, ROL, LAU, MTO                                   |
| 9        | Fantasia IX                                            | fantasía                | LON, SAV, FRE, MAR, BRE                                                                                          |
| 10       | Fantasia X                                             | fantasía                | SMI, JMM, LON, GOT, SAV, FRE, RAG, WIL, ABT, MAR, IAD, NIS, MTL                                                  |
| 11       | Fantasia XI                                            | fantasía                | SMI, JMM, LON, EMC, INS, SAV, FRE, CAV, RIV, RAG, SOL, MAR, IAD, WAL, ROL, LAU, MTO                              |
| 12       | Fantasia XII                                           | fantasía                | SMI, JMM, KHE, LON, GOT, SAV, FRE, CAV, RAG, MAR                                                                 |
| 13       | Fantasia XIII                                          | fantasía                | SMI, FRE |
| 14       | Fantasia XIV                                           | fantasía                | KHE, LON |
| 15       | Fantasia XV                                            | fantasía                | SMI, NIS |
| 16       | Fantasia XVI                                           | fantasía                | SMI, RAG, BRE, PEP                                                                                               |
| 17       | Fantasia XVII                                          | fantasía                | |
| 18       | Fantasia XVIII                                         | fantasía                | SMI, JMM, LON, GOT, RIV, WIL                                                                                     |
| 19       | Fantasia XIX                                           | fantasía                | SAV |
| 20       | Fantasia XX                                            | fantasía                | |
| 21       | Fantasia XXI                                           | fantasía                | WIL, DEL |
| 22       | Fantasia XXII                                          | fantasía                | SMI, JMM, LON, JUL, IAD, FIS, BRE, MTO                                                                           |
| 23       | Pavana I                                               | pavana                  | SMI, JMM, KHE, LON, SAV, CUE, RAG, ULS, BRE, SEG, LAU, GRC                                                       |
| 24       | Pavana II                                              | pavana                  | JMM, LON, SAV, GUI, PLA, CUE, RIV, RAG, ULS, CRC, SEG, MTO                                                       |
| 25       | Pavana III                                             | pavana                  | SMI, JMM, LON, SAV, CUE, RAG, AMB, SEG, SEG, ROM                                                                 |
| 26       | Pavana IV                                              | pavana                  | SMI, JMM, LON, CAV, RIV, RAG, JOR, BRE, REC, SEG, LAU, FLA, ROM                                                  |
| 27       | Pavana V: Que la bella franceschina                    | pavana                  | SMI, JMM, LON, SAV, CAV, PLA, RIV, RAG, WIL, SOL, BRE, MAE, SEG, FLA                                             |
| 28       | Pavana VI                                              | pavana                  | JMM, KHE, LON, PLA, RIV, RAG, SOL, ORP, CRC, SAV, BRE, REC, MAE, SEG, ROM, MTO                                   |
| 29       | Toda mi vida hos ame (2 versiones)                     | villancico (castellano) | KHE, BER, PAN |
| 30       | Sospiro una señora (2 versiones)                       | villancico (castellano) | KHE, CUE |
| 31       | Agora viniesse un viento                               | villancico (castellano) | SMM, KHE, LON |
| 32       | Quien amores ten a fin (2 versiones)                   | villancico (portugués)  | SMM, KHE, CAV, GAR, CAB                                                                                          |
| 33       | Falai miña amor                                        | villancico (portugués)  | SMM, JMM, KHE, TNC, CHA, SEN, EMF, CAV, WAL, GAR, CAB, GRC                                                       |
| 34       | Poys dezeys que me quereys (2 versiones)               | villancico (portugués)  | KHE, PAN, CAB |
| 35       | Durandarte, durandarte / Palabras son lisongeras       | romance                 | Pilar Lorengar y Siegfried Behrend para Deutsche Grammophon en 1966 (139 155 SLPM); SMM, KHE, DUF, CUE, ORP, CAB |
| 36       | Sospirastes, baldovinos / Si te vas conmigo en Francia | romance                 | SMM, JMM, KHE, TNC, CHA, ORP                                                                                     |
| 37       | Amor che nel mio pensier                               | soneto (italiano)       | KHE |
| 38       | Porta chiascun nela fronte                             | soneto (italiano)       | |
| 39       | Nova angeleta sovra l'ale accorta                      | soneto (italiano)       | SMM, KHE |
| Libro II |                                                        |                         | |
| 40       | Fantasia XXIII                                         | fantasía                | |
| 41       | Fantasia XXIV                                          | fantasía                | |
| 42       | Fantasia XXV                                           | fantasía                | KHE |
| 43       | Fantasia XXVI                                          | fantasía                | KHE, SAV, WIL |
| 44       | Fantasia XXVII                                         | fantasía                | NIS |
| 45       | Fantasia XXVIII                                        | fantasía                | |
| 46       | Fantasia XXIX                                          | fantasía                | |
| 47       | Fantasia XXX                                           | fantasía                | |
| 48       | Fantasia XXXI                                          | fantasía                | KHE |
| 49       | Fantasia XXXII                                         | fantasía                | |
| 50       | Fantasia XXXIII                                        | fantasía                | |
| 51       | Fantasia XXXIV                                         | fantasía                | |
| 52       | Fantasia XXXV                                          | fantasía                | JMM, WIL |
| 53       | Tento I                                                | tiento                  | SMI, SAV, WIL, ABT, BRE                                                                                          |
| 54       | Tento II                                               | tiento                  | SMI, ABT |
| 55       | Tento III                                              | tiento                  | ABT |
| 56       | Tento IV                                               | tiento                  | SMI, JMM, KHE |
| 57       | Fantasia XXXVI                                         | fantasía                | |
| 58       | Fantasia XXXVII                                        | fantasía                | |
| 59       | Fantasia XXXVIII                                       | fantasía                | SAV |
| 60       | Fantasia XXXIX                                         | fantasía                | |
| 61       | Fantasia XL                                            | fantasía                | SAV, MTO |
| 62       | Al amor quiero vencer (2 versiones)                    | villancico (castellano) | SMM, KHE, CHA |
| 63       | Aquel cavallero madre (2 versiones)                    | villancico (castellano) | SMM, KHE, EMC, BER, VIC, GAR, CAB, GRC                                                                           |
| 64       | Amor que tan bien sirviendo (2 versiones)              | villancico (castellano) | SMM, KHE, GRC |
| 65       | Levayme, amor, d'aquestra terra (2 versiones)          | villancico (portugués)  | SMM, KHE |
| 66       | Un cuydado que mia vida ten (2 versiones)              | villancico (portugués)  | KHE, CAB |
| 67       | Perdida tenyo la color (2 versiones)                   | villancico (portugués)  | SMM, KHE, CUE, PAN, GIS, WAL, CAB, JOS                                                                           |
| 68       | Con pavor recordo el moro / Mi cama las duras peñas    | romance                 | SMM, TNC, CHA, PZA, HES, EMF, WAL                                                                                |
| 69       | Triste estava muy quexosa                              | romance                 | SMM, KHE |
| 70       | O gelosia d'amanti                                     | soneto (italiano)       | SMM, PZA |
| 71       | Madonna per voi ardo                                   | soneto (italiano)       | SMM, JMM, CAB |
| 72       | Gentil mia donna                                       | soneto (italiano)       | SMM, KHE |

## Discografía
La siguiente discografía se ha ordenado por año de grabación, pero la referencia es la de la edición más reciente en CD. No se incluyen las recopilaciones, sólo los discos originales.
- 1944 - [REC] Recital Andrés Segovia. Andrés Segovia. La edición en CD viene acoplada junto con otras grabaciones en: Andres Segovia & his contemporaries, Vol. 4. Doremi Records
- 1950 - [CUE] Italian Songs (16th and 17th Centuries) - Spanish Songs (16th Century). Leeb Cuénod. . La edición en CD viene acoplada junto con otras grabaciones en: Hugues Cuénod - Vol. 6 - Des Troubadours à la Romance. Lys 213.
- 1952 - [CON] An Andrés Segovia Concert. Andrés Segovia. La edición en CD viene acoplada junto con otras grabaciones en: The Art of Andres Segovia - Rare Recordings (1952 - 1954). IDI Idis 6478
- 1952 - [PRO] An Andrés Segovia Programme. Andrés Segovia. Decca DL 9647 (LP)
- 1960 - [VIC] Victoria de los Angeles - Spanish Songs of the Renaissance. Victoria de los Ángeles. Ars Musicae de Barcelona. José Maria Lamaña. . La edición en CD viene acoplada junto con otras grabaciones en: Victoria de los Angeles - Songs of Spain. EMI Classics 7243 5 66 937 2 2 (4 CD).
- 1961 - [MAE] Maestro. Andrés Segovia. La edición en CD viene acoplada junto con otras grabaciones en: Segovia: The Great Master. Deutsche Grammophon 028947496120
- 13-18 de abril de 1962, RCA Studio A, New York - [ROM] The Royal Family of the Spanish Guitar. The Romeros. Philips - Mercury Living Presence 028943438520
- 1968 - [AMB] Le Moyen-Age Catalan. Ars Musicae de Barcelona. Eric Gispert. Harmonia mundi HMA 190 051.
- 1968 - [GIS] La música en la Corte Española de Carlos V. Ars Musicae de Barcelona. Eric Gispert. MEC - 1004 CD
- 1968 - [SEG] The unique art of Andrés Segovia. Andrés Segovia. La edición en CD viene acoplada junto con otras grabaciones en: The Segovia Collection, Vol. 3. Deutsche Grammophon 028947460923
- 1969 - [FRE] Spanish vihuelists of the 16th century I. Jorge Fresno. Hispavox HHS 5 (LP). . Hay una edición parcial en CD, acoplado con otras grabaciones: Vihuelistas Españoles (s. XVI)
- 1971 - [ULS] Tanzmusik der Renaissance. Konrad Ragossnig. Ulsamer Collegium. Josef Ulsamer. . La edición en CD viene acoplada junto con otras grabaciones en: Archiv Produktion 439 964-2.
- 1972 - [PZA] Spanish vihuelists of the 16th century IV. Anne Perret y Rodrigo de Zayas. Hispavox HHS 15 (LP).
- 1973 - [EMC] Music from the court of Ferdinand and Isabella. Early Music Consort of London. David Munrow. . La edición en CD viene acoplada junto con otras grabaciones en: Testament SBT 1251.
- 1974 - [BER] Old Spanish Songs. Spanish songs from the Middle Ages and Renaissance. Teresa Berganza y Narciso Yepes. . La edición en CD viene acoplada junto con otras grabaciones en: Deutsche Grammophon 435 648-2.
- 1975 - [PLA] Danzas del Renacimiento. Conjunto instrumental "Pro Música Hispaniarum". Roberto Pla. Hispavox CDM 5 65726 2.
- 1975 - [RAG] Musik für Laute: III. Spanien. Konrad Ragossnig. La edición en CD viene acoplada junto con otras grabaciones en: Archiv Produktion 447 727-2 (4 CD).
- 1976 - [JOR] Weltliche Musik im Christlichen und Jüdischen Spanien (1450-1550). Music from christian & jewish Spain. Hespèrion XX. Jordi Savall. Virgin Veritas 61591 (2 CD).
- 1976 - [INS] Instruments of Middle Ages and Renaissance. Early Music Consort of London. David Munrow. Yamano Music YMCD 1031-1032 (2 CD).
- 1979 - [PAN] Villancicos - Chansons populaires espagnoles des XVe et XVIe siècles. Atrium Musicae de Madrid. Gregorio Paniagua. Harmonia mundi HMA 190 1025.
- 1984 - [SMI] Luys Milan, El Maestro, 1536. I. Música de vihuela. Hopkinson Smith. Astrée (Auvidis) E 7748.
- 1984 - [SMM] Luys Milan, El Maestro, 1536. II. Sonetos, Villancicos y Romances. Hopkinson Smith y Montserrat Figueras. Astrée "Naïve" ES 9976.
- 1990 - [CRC] Bartomeu Càrceres - Anonymes XVIe siècle. Villancicos & Ensaladas. La Capella Reial de Catalunya. Jordi Savall. Astrée (Naïve) ES 9951.
- 1990 - [JUL] Guitarra: The Guitar in Spain. Julian Bream. RCA
- 1991 - [RUM] Music of the Spanish Renaissance. Shirley Rumsey. Naxos 8.550614.
- 1992 - [DEL] Henry Purcell: Olinda. Theatre Music & Sacred Songs. Alfred Deller. Deller Consort. Harmonia Mundi
- 1993 - [GOT] The Voice in the Garden. Spanish Songs and Motets, 1480-1550. Gothic Voices. Christopher Page. Hyperion 66653.
- 1993 - [SAT] The Art Of Spanish Variations. Toyohiko Satoh. Channel Classics
- 1993 - [WAL] Ay de Mi!. Music for Vihuela and Voice. Frank Wallace. Centaur
- 1993 - [ROL] Renaissance Fantasias. Anthony Rooley. Hyperion
- 1993 - [GAR] Trois Siecles de Melodies Espagnoles. Jean-Patrice Brosse, Isabel Garcisanz. Arion
- 1994 - [GUI] La Guitarra Española I (1536-1836). José Miguel Moreno. Glossa 920103
- 1995 - [SAV] Lluís del Milà: Fantasies, Pavanes & Gallardes. Jordi Savall, Andrew Lawrence-King, etc. Astrée (Naïve) ES 9927.
- 1995 - [IAD] The Art of the Lute. Joseph Iadone. Lyrichord Discs
- 1995 - [FIS] Guitar Fantasies. Eliot Fisk. Music Masters Jazz
- 1995 - [JOS] Sweet was the Song. L'Ensemble Josquin. Nightwatch
- 1996 - [BRE] Music Of Spain: Milán, Narváez. Julian Bream. RCA
- 1996 - [OLA] Mudéjar. Begoña Olavide y otros. MA Records MA 042A.
- 1996 - [WIL] Milán - Narváez: Music for vihuela. Christopher Wilson. Naxos 8.553523.
- 1996 - [ABT] Dreams of a lost era. Spanish Renaissance Music. Walter Abt. Koch Schwann 3-1426-2
- 1997 - [CHA] Music for Philip of Spain and his four wives. Charivari agréable, Nicki Kennedy, Rodrigo del Pozo. Signum 006.
- 1998 - [KHE] Luis Milan: El Maestro (1536). Songs & Vihuela Solos. Catherine King y Jacob Heringman. ASV Gaudeamus 183
- 1998 - [EMF] De Antequera sale un moro. Musique de l'Espagne chrétienne, maure et juive vers 1492. Ensemble Música Ficta. Carlos Serrano. Jade 74 321 79256-2.
- 1999 - [PEP] Songs My Father Taught Me. Pepe Romero. Philips 456585
- 1999 - [CAV] Canto del Cavallero. José Miguel Moreno. Glossa 920101.
- 2000 - [LON] Milan: El Maestro. Works For Vihuela. Massimo Lonardi. Agorá Musica 195
- 2000 - [SEN] A la Música. Canciones del Renacimiento. Dúo Senti. Dúo Senti 1.
- 2000 - [RIV] Tañer de Gala. Música para vihuela de mano. Juan Carlos Rivera. Cantus C 9631.
- 2000 - [KIR] Lute Music for Witches and Alchemists. Lutz Kirchhof. Sony
- 2000 - [GRC] Plaser i gasajo. Música del Renacimiento. Garçimuñoz. Rómulo Vega González, dir. Universidad de Costa Rica. www.garcimunoz.com
- 2000 - [PAT] Chacona. Renaissance Spain in the Age of Empire. Christa Patton. Ex Umbris. Dorian Recordings
- 2001 - [TNC] ¡Baylado!. Music of Renaissance Spain. The Terra Nova Consort. Dorian 90298.
- 2002 - [DUF] Cancionero. Music for the Spanish Court 1470-1520. The Dufay Collective. Avie AV0005.
- 2003 - [JMM] Milan: Fantasia. José Miguel Moreno y Eligio Quinteiro. Glossa "Platinum" 30110.
- 2003 - [MAR] Luis Milan - El Maestro. Edward Martin. Magnatune
- 2003 - [CAB] Songs of the Spanish Renaissance, Vol. 1. Montserrat Caballé, Manuel Cubedo. RCA
- 2004 - [BUN] Canción y Danza. Frank Bungarten. MD&G Records
- 2004 - [NIS] Tañer fantasía. Música ibérica para tecla. Marie Nishiyama. Enchiriadis EN 2007
- 2004 - [MTO] O gloriosa domina. Shigeo Mito. N&S AVANCE NSCD-54501
- 2005 - [SEG] The Spanish Guitar: Music from 1535-1962. Emanuele Segre. Delos Records
- 2005 - [HES] Don Quijote de la Mancha. Romances y Músicas. Hespèrion XXI. La Capella Reial de Catalunya. Jordi Savall. Alia Vox AVSA 9843 A+B (2 SACD-H).
- 2005 - [SOL] The Renaissance Album. Göran Söllscher. Deutsche Grammophon 00289 477 5726
- 2005 - [ORP] Música en el Quijote. Orphénica Lyra. José Miguel Moreno. Glossa GCD 920207
- 2005 - [LAU] Ay Luna. Música española del Siglo de Oro. Guillemette Laurens. Unda Maris. Alpha 064
- 2006 - [FLA] Dulcis Melancholia. Biografía musical de Marguerite d’Autriche. Capilla Flamenca. Musique En Wallonie 0525
- 2008 - [MTL] Let's Travel around Europe by Lute Music Part 1 - The Renaissance Era. Shigeo Mito. Musea Parallèle MP3082. AR